# ليو ديتز
ليو ديتز (بالإنجليزية: Lew Dietz)‏ هو كاتب أمريكي، ولد في 22 مايو 1907، وتوفي في 27 أبريل 1997.